# Max Pistorius
Maximilian Friedrich Pistorius (6. Oktober 1894 in Wien – 26. September 1960 ebenda) war ein österreichischer Maler.

## Leben
Pistorius besuchte die Kunstgewerbeschulen in Wien und München und bildete sich ab 1927 autodidaktisch fort. Er widmete sich Landschaften, Akten und Stillleben, der Genremalerei mit ländlichen Szenen und arbeitete als Porträtist. 1936 malte er die hl. Therese von Lisieux auf dem Sterbebett, umgeben von ihren leiblichen Schwestern, ebenfalls Karmelitinnen, für die Andachtskapelle in der Wallfahrtskirche Starchant im 16. Wiener Gemeindebezirk.

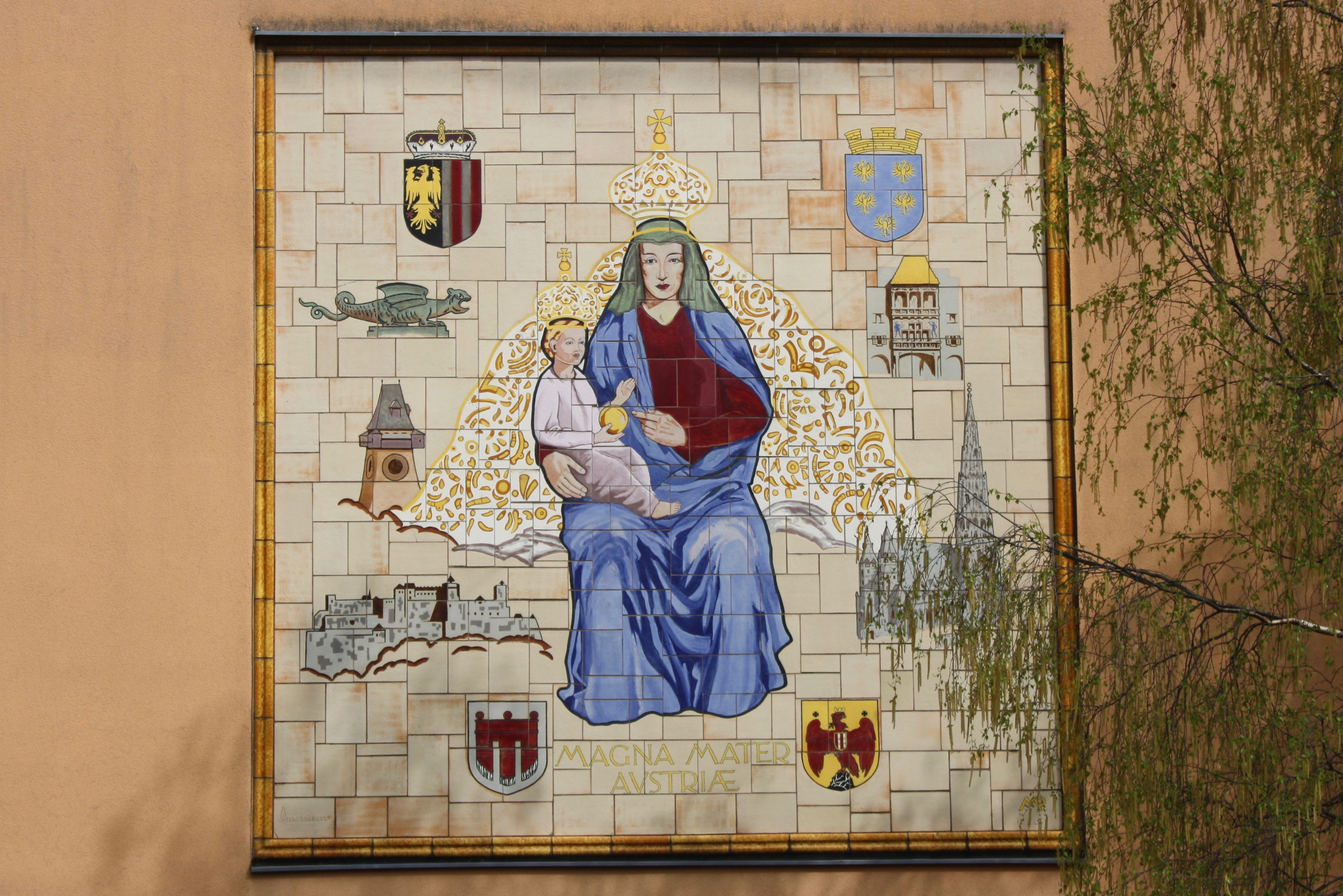
Wandkeramik in Wien-Ottakring nach einem Entwurf von Pistorius

Er hatte sein Atelier in der Lerchenfelder Straße 48 im 8. Wiener Gemeindebezirk, während sich seine Wohnung in der Stumpergasse 50 im 6. Wiener Gemeindebezirk befand. Das von ihm gemalte Porträt des österreichischen Diktators Engelbert Dollfuß blieb unvollendet. In den Jahren 1940, 1942 und 1944 war Pistorius auf der Großen Deutschen Kunstausstellung in München mit Gemälden eines Bergsees, eines Bergbauernhofs und eines Stilllebens vertreten. Er schuf vier Bildnisse für die Rektorengalerie der Wiener Technischen Hochschule, namentlich die Rektoren von 1953 und von 1956 bis 1959 und 1955 entstanden die Porträts berühmter Wiener Chirurgen für die Ruhmeshalle der University of Chicago. An einem Wohnbau in der Gallitzinstraße 7–13 in Wien-Ottakring befindet sich eine vier mal vier Meter große Magna-Mater-Austriae-Keramik nach einem Entwurf von Pistorius. Sie wurde von Bundeskanzler Julius Raab enthüllt und von Kardinal Theodor Innitzer geweiht.
Zumindest vier seiner Werke befinden sich in der Sammlung der Österreichischen Galerie im Belvedere, zwei Landschaften Motiv auf der Tauplitzalm nach einem Gewitter (1953) und See im Gebirge (Mitte 20. Jahrhundert) sowie zwei Blumenbilder, Weiße Päonien (1955) und Rosen in Vase (1958). Auch in der Gemäldesammlung des 20. Jahrhunderts des Oberösterreichischen Landesmuseums sind Werke von Pistorius enthalten.
Er war Mitglied der Gemeinschaft bildender Künstler und nahm an deren Ausstellungen teil.

## Ausstellungen
- 1940, 1942, 1944: Große Deutsche Kunstausstellung, München